# Golpe de martillo

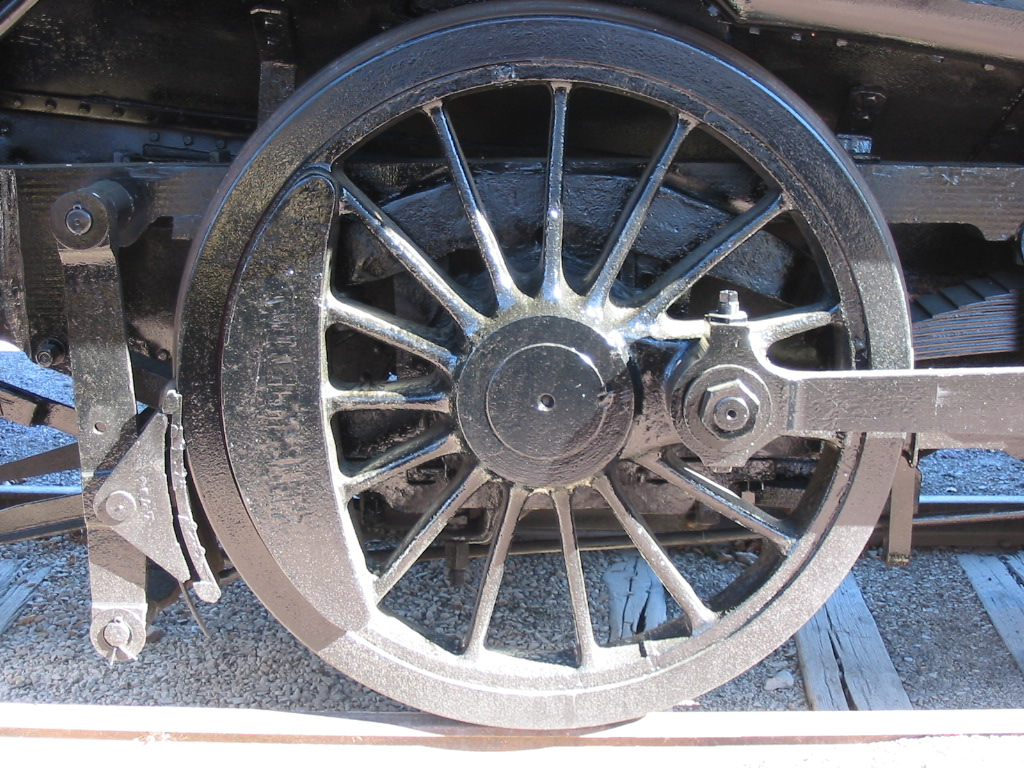
Contrapeso en una rueda tractora de una locomotora de vapor, diseñado para equilibrar oscilaciones horizontales, pero que puede originar un efecto de martilleo vertical sobre el carril a altas velocidades

En terminología del carril, el golpe de martillo o martilleo (nombre original en inglés: hammer blow), es el efecto producido por una fuerza vertical que añade y resta peso alternativamente a una rueda de una locomotora. Se detectó en las primeras locomotoras de vapor, que transferían una sobrecarga a las vías a través de las ruedas motrices, aunque comenzó a ser un problema grave cuando las locomotoras incrementaron su potencia y velocidad a comienzos del siglo XX.
Esta fuerza de desequilibrio en la rueda también es conocida como sobre equilibrio. Es el resultado de una solución de compromiso, cuando se desequilibran deliberadamente las ruedas de una locomotora para compensar el movimiento de las masas horizontales del motor (como bielas y pistones) con el fin de obtener una marcha más uniforme. El golpe de martillo puede dañar la locomotora y la vía si la fuerza transmitida por la rueda al carril es lo suficientemente alta. 'Aumento dinámico' es el término estadounidense utilizado para designar esta fuerza.

## Principios
La adición de pesos adicionales en las ruedas reduce las fuerzas recíprocas desequilibradas en la locomotora, pero hace que se desequilibre verticalmente, creando un golpe de martillo.
Las locomotoras se equilibraban para sus casos individuales, especialmente si se construían varias del mismo diseño (una clase). Cada miembro de la clase estaba equilibrado para su velocidad de funcionamiento normal. Entre el 40% y el 50% de los pesos alternativos en cada lado se equilibraban rotando contrapesos adicionales en las ruedas.

## Causas
Si bien las barras de acoplamiento de una locomotora se pueden equilibrar completamente mediante contrapesos en las ruedas motrices, ya que su movimiento es completamente giratorio, los movimientos alternativos de los pistones, las barras de pistón, las barras principales y el engranaje de la válvula no se pueden equilibrar de esta manera. Una locomotora de dos cilindros tiene sus dos bielas "en cuartos", desfasadas 90°, de modo que las cuatro carreras de potencia de los pistones de doble acción se distribuyen uniformemente alrededor del ciclo y no hay puntos en los que ambos pistones estén en la parte superior o punto muerto inferior simultáneamente. 
Una locomotora de cuatro cilindros puede estar completamente equilibrada en los ejes longitudinal y vertical, aunque hay algunos movimientos de balanceo y torsión que pueden tratarse en la suspensión y el centrado de la locomotora; una locomotora de tres cilindros también puede estar mejor equilibrada, pero una locomotora de dos cilindros solo equilibrada para compensar la rotación se balanceará hacia adelante y hacia atrás. Se puede agregar un peso de equilibrio adicional - "sobrebalance" - para contrarrestar este efecto, pero a costa de agregar fuerzas verticales alternativas, que causan un golpe de martillo. Esto puede ser extremadamente perjudicial para la vía, y en casos extremos, puede hacer que las ruedas motrices se salgan del plano de rodadura. 
Cuanto más pesada sea la parte del motor en movimiento alternativo, mayores serán estas fuerzas y mayor será el problema. Excepto por un breve período de tiempo a principios del siglo XX, cuando se probaron locomotoras compuestas equilibradas, los ferrocarriles estadounidenses no estuvieron interesados en locomotoras con cilindros internos, por lo que el problema del equilibrio no se pudo resolver agregando más cilindros por juego de ruedas acopladas. A medida que las locomotoras se hicieron más grandes y potentes, su maquinaria recíproca tuvo que hacerse más resistente, y por lo tanto, más pesada, provocando que los problemas planteados por el desequilibrio y el golpe de martillo se hicieran más graves. Las velocidades más altas también aumentaron las fuerzas desequilibradas, que aumentan con el cuadrado de la velocidad de rotación de la rueda.

## Soluciones
Una solución a este problema fue la locomotora dúplex, que repartía la potencia sobre múltiples conjuntos de pistones, reduciendo así enormemente el golpe de martillo. Menos exitosa fue la locomotora tríplex. 
La Unión Soviética utilizó una solución diferente, con su locomotora 2-10-4 (y 2-8-2). Los cilindros se colocaron sobre el eje de accionamiento central y, lo que es más importante, tenían la configuración de pistón opuesta (dos pistones 180 grados en fase dentro del cilindro). Por lo tanto, a diferencia de casi todas las locomotoras de vapor, los pistones tenían varillas en ambos extremos que transferían potencia a las ruedas. La idea era equilibrar las fuerzas motrices en las ruedas, permitiendo que los contrapesos en las ruedas fueran más pequeños y reduciendo el golpe de martillo en el carril. 
En el Reino Unido, el Comité de Cargas en Puentes del Gobierno investigó el impacto del golpe de martillo en la creación de tensiones en los puentes ferroviarios y la necesidad de equilibrar los movimientos de los cilindros internos y externos. El uso de cilindros internos (que era raro en los EE. UU.) da como resultado una locomotora más estable y, por lo tanto, reduce el golpe de martillo. Muchos motores de tanques europeos tenían cilindros internos para reducir el desgaste en las pistas de maniobras del uso frecuente y pesado. Sin embargo, los cilindros exteriores son más fáciles de mantener y, aparentemente, para muchos ferrocarriles estadounidenses, esto se estimó más importante que otras consideraciones. Los costos de mantenimiento asociados con los cilindros internos casi inaccesibles en las locomotoras 4-12-2 del Union Pacific pudieron haber acelerado su retiro. 
Las locomotoras basadas en motores de vapor tienen componentes alternativos más pequeños y numerosos que requieren piezas mucho más ligeras y son más fáciles de equilibrar. No se informaron problemas relacionados con el golpe de martillo a partir de estos diseños, pero surgieron en un momento en que los ferrocarriles se estaban moviendo hacia la dieselización. 
Las locomotoras de turbina de vapor carecen de pistones, engranajes de válvula y otros componentes alternativos de proa a popa que permiten equilibrar las ruedas y las bielas para eliminar el golpe de martillo. Fueron probadas por varias compañías en todo el mundo en los años treinta y cuarenta (como la S2 6-8-6 del Ferrocarril de Pensilvania y la Turbomotive del LMS). Si bien muchas de estas locomotoras de turbinas sufrieron problemas en el servicio (por lo general, consumo excesivo de combustible y / o poca fiabilidad) demostraron estar libres del problema del golpe de martillo y ofrecieron una forma de lograr altas potencias y velocidades sin causar daños en la vía. 